# Station Bénesse-Maremne
Station Bénesse-Maremne is een spoorweghalte in de Franse gemeente Bénesse-Maremne.